# Comix
Comix – przeglądarka obrazów specjalnie zaprojektowana do czytania komiksów. Czyta pliki ZIP, RAR i tar, jak również zwykłe pliki graficzne. Jest napisany w Pythonie i korzysta z biblioteki GTK + oraz PyGTK. Comix ma funkcję menedżera zakładek, bibliotekę i kontrolowane myszą powiększanie/pomniejszanie obrazów.
Ostatnia wersja Comix została wydana w 2009 roku. W celu kontynuacji rozwoju programu powstał fork o nazwie MComix.